# Rydet, Växjö kommun
Rydet är en småort som ligger i Söraby socken i Växjö kommun i Kronobergs län.